# Gefechtsformation
Eine Gefechtsformation ist die Anordnung der einzelnen Einheiten auf dem Schlachtfeld. Durch eine bestimmte Art der Aufstellung wird versucht die Schlagkraft und Beweglichkeit der eigenen Truppen zu erhöhen sowie deren Empfindlichkeit gegenüber Feindeinwirkung zu verringern.

## Allgemein
Die Gefechtsformation ist eine militärische Formation, die ein Truppenkörper in einem Gefecht einnimmt. Die Gefechtsformation der Infanterie besteht dabei zumeist in Schützenlinien hinter denen geschlossene Abteilungen positioniert werden. Die Kavallerie in geschlossener, die Artillerie in geöffneter Linie. Um die Gefechtsformation einnehmen zu können, muss zunächst ein Truppenaufmarsch oder die Entwicklung der Truppe aus der Marschkolonne erfolgen.
Durch die Wahl einer bestimmten Gefechtsformation können selbst kleinere Truppen einem großen Heeresverband überlegen sein und einen Sieg erringen. Im Gegensatz zur Schlachtformation, die den Einsatzort der einzelnen Einheiten beschreibt, ist die Gefechtsformation die konkrete Aufstellung der einzelnen Einheiten. Beispiele für Gefechtsformationen sind die griechische Phalanx, das Schachbrettmuster römischer Legionen oder das Karree der Infanterie zu napoleonischen Zeiten, die der Igelstellung oder dem Schiltron ähnelt. Eine entwickelte Linienformation wird für den Frontalangriff auf breiter Front genutzt. Eine Staffelformation werden die entwickelte Linie und die Kolonnenformation miteinander verbunden.

## Die griechischen Stadtstaaten
Zur Zeit der griechischen Stadtstaaten bestanden Heere im Wesentlichen aus Soldaten, die mit Speeren und Schilden bewaffnet in einer geschlossenen Reihe in Richtung der Gegner zogen. Die Phalanx war frontal sehr schwer zu besiegen, litt aber unter zu geringem Flankenschutz und war nicht flexibel.

## Das Römische Reich

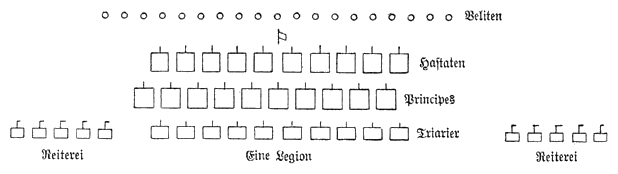
Aufstellung einer römischen Legion

Die Römer variierten zunächst (Polybos) die griechische Formation, stellten ihre Legionäre aber in drei Reihen auf (Hastati, Principes, Triarii). Nach der Camilianischen Reform wurden die Legionen vertikal zur Schlachtlinie organisiert und in Manipel geordnet, die meist im Schachbrettmuster antraten.
Auch in der militärischen Schifffahrt gab es Revolutionen. So hat die römische Marine unter anderem das Zangenmanöver entwickelt. Da die Römer allerdings nicht die fähigsten Schiffbauer waren und mehr auf Quantität als Qualität setzten, vereinten sie Marine und Heer und konzipierten Enterschiffe, die sich mittels einer an der Seite ausklappbaren Brücke an die gegnerischen Schiffen „anlegen“ konnten.

## Das Mittelalter
Im Mittelalter waren die Haupteinheiten schwere Kavallerie und Ritter, die meistens massive Schockangriffe gegen die Gegner führten. Die gewählte Formation war dabei meist der Schildwall des Fußvolks (Infanterie) oder ein geschlossener Keil, mit den am schwersten gepanzerten Reitern außen, oder, wo nicht genügend Berittene vorhanden waren, um die Breite des Gefechtsfeldes abzudecken, eine lineare Formation mit unterschiedlicher Dichte. Hinter der Reiterei war meist das Fußvolk in einem dichten Pulk aufgestellt. Überhaupt war die mittelalterliche Taktik so sehr von der schweren Reiterei geprägt, dass Fußvolk nur bestehen konnte, wenn es geeignete, taktisch defensive, Maßnahmen entwickelte diese zu stoppen. Beispiele dafür ist die Sporenschlacht, bei der sich das Aufgebot der flämischen Städte hinter einem Geländehindernis verschanzte, oder die Wagenburgen der Hussiten.

## Frühe Neuzeit
Die Frühe Neuzeit kennt eine breite Palette von Formationen, die im Wesentlichen von der „Renaissance des Fußvolkes“ und dem jeweiligen Entwicklungsstand der Waffentechnik geprägt waren. Die erste solche Formation dürfte der Gewalthaufen der Alten Eidgenossenschaft gewesen sein. Er bestand aus einer äußeren Reihe von Pikenieren, die einen Pulk von Hellebardieren umgaben und gegen die Angriffe der schweren Reiterei schützen. Sobald die Pikeniere den Feind zum Stehen gebracht hatten, drangen die Hellebardiere vor und rissen die feindlichen Reiter von ihren Pferden. Mit der vermehrten Einführung von Feuerwaffen lösten Arkebusiere zunehmend die Hellebardiere ab, auch sie bedurften jedoch noch des Schutzes durch Pikeniere. Eine Revolutionierung der Aufstellung ging mit der Entwicklung des Bajonettes einher, das die Pikeniere überflüssig machte. Einen ebenso großen Anteil hat aber die Steigerung der Feuerkraft von Gewehren und Artillerie, so dass man sich stärker auf die Feuerkraft verlassen konnte und weniger auf kalte Waffen. Diese Zunahme an Feuerkraft bedingte auch eine abnehmende Tiefe der Gefechtsformationen, da nur so die Verluste durch Feindfeuer in erträglichen Grenzen gehalten werden konnten, gleichzeitig aber die Feuerdichte gewahrt blieb, weil schneller und effektiver geschossen werden konnte. Endpunkt dieser Entwicklung ist die Lineartaktik, bei der lange Linien 3–4 Mann tief vorrücken.

## Linienformation
Die Linienformation der Infanterie bot den Vorteil, dass der Gegner durch das gleichzeitig abgegebene Musketenfeuer kampfunfähig gemacht werden konnte, ehe es zum eigentlichen Nahkampf kam. Hierfür wurden die Kompanien in einer ununterbrochen Linie nebeneinander angeordnet. Die Soldaten der einzelnen Kompanien waren in drei Glieder unterteilt. Während die ersten beiden feuerten, lud das dritte Glied die Waffen oder wurde als Reserve eingesetzt. Ein 600 Mann starkes Bataillon konnten so auf einer Frontlänge von rund 150 Metern etwa 400 Schuss abgeben. Durch die geringe Tiefe dieser Formation war sie zudem besser gegen das Artilleriefeuer geschützt. Die Stärke einer linearen Formation ist ihre breite Front, während der Schwachpunkt an den beiden Flanken liegt, sie war gegen einen Angriff von Einheiten in Kolonnenformation oder Kavallerie sehr anfällig.

## Napoleonisches Zeitalter
Die Linientaktik der ausgehenden Frühen Neuzeit stützte sich technisch auf moderne Feuerwaffen, jedoch ebenso sehr auf mit Zwang gepresste Soldaten, die unter stetiger Aufsicht sein mussten. Dadurch waren diese Formationen ausgenommen schwerfällig in ihrer Bewegung. Im Gefolge der Französischen Revolution wurde diese strenge Formation aufgebrochen und die Streitkräfte in kleinere und beweglichere Einheiten aufgeteilt. Die entstandene Kolonnentaktik vereinte die Unempfindlichkeit und Feuerkraft der Linienformation mit der Flexibilität der römischen Manipel. Insbesondere war es einfacher gepresste Wehrpflichtige zum Angriff zu bewegen, als in der vergleichsweise offenen Linie.

## Kolonnenformation
Bei einer Kolonnenformation wurde eine Einheit in mehreren Reihen aufgestellt. Dabei wird zwischen drei Arten von Kolonnen auf dem Schlachtfeld unterschieden.
1. Die Marschkolonne – sie zeichnet sich durch ihre Beweglichkeit aus und dient dazu den Kampfplatz schnellstmöglich zu erreichen. Dabei marschieren Halbkompanien in einzelnen Gruppen hintereinander. Diese Formation ist weniger für den Kampf geeignet und dient eher der Verlagerung der Truppenteile.
2. Die Kompaniekolonne – bei dieser Formation wurden die einzelnen Kompanien hintereinander aufgestellt. Sie wies zwar eine geringere Feuerkraft gegenüber der Linienformation auf war jedoch stoßkräftiger als diese.
3. Die Divisionskolonne – sie war die eigentliche Angriffsformation. Dabei wurden zwei Kompanien des gleichen Bataillons zu einer Division zusammengefügt, wodurch die Frontbreite verdoppelt wurde. Diese bot eine breitere Front mit deutlich höherer Feuerkraft gepaart mit der größeren Stoßkraft durch die nachfolgenden Reihen.

Problematisch wurde das Zusammentreffen einer solchen Kolonne, die aus einer zirka 10 Mann breiten und teilweise mehrere dutzend Reihen tiefen Formation bestand, auf eine Feuerlinie. Die Kolonne war deutlich im Nachteil, weil nur die erste Reihe effektiv feuern konnte und dies wegen der langen Ladezeiten der Musketen effektiv einmal. Währenddessen konnte die Linie ihre gesamte Feuerkraft entfalten, vergleichbar dem Crossing the T. Gegen undisziplinierte Truppen wirkte der geballte Ansturm sich aber oft verheerend auf die Moral aus, so dass die Feuerlinie durchstoßen werden konnte. Dies hatte die Vernichtung der gegnerischen Feuerlinie zur Folge.
Waren die in der Feuerlinie stationierten Truppen gut ausgebildet und motiviert, so war es ihnen möglich die Feinde an der Kolonnenspitze schneller zu töten, als Verstärkung nachrücken konnte. Dies führte zur Vernichtung der Kolonne. Deshalb war es essenziell beim Angriff auf einen starken Feind schnell von der Kolonnenmarschformation in die Feuerlinie umzuschwenken. Ein guter Drill befähigte die Soldaten diese Ausrichtung sehr schnell auszuführen und so das Feuer rasch erwidern zu können. Insbesondere im Amerikanischen Unabhängigkeitskrieg waren die Milizen der Amerikaner den Briten hierin unterlegen, was oft ihre Niederlage besiegelte.
In der Bewegung und im Sturmangriff benutzte man die Kolonne. Der Feuerkampf wurde, mit Ausnahme des Plänkelns, in Linienformation geführt. Napoleon benutzte sehr häufig die Kolonnenformation für den Sturmangriff, der gegen schlechtere Einheiten Erfolg hatte. Bei disziplinierten gegnerischen Einheiten konnte die Kolonne jedoch zu einem Massaker in den eigenen Reihen führen.

## Moderne Kriegsführung
Mit dem Aufkommen von immer moderneren Schusswaffen und damit steigender Wirkung des Feuers wurden die Formationen in der zweiten Hälfte des 19. Jahrhunderts immer lockerer. Wichtig war nun v. a. bei möglichst lockerer Formation eine möglichst hohe Dichte an Schützen zu erzeugen, denn nur so war effektives Salvenfeuer möglich. Spätestens ab dem Ersten Weltkrieg und mit der Entwicklung des Maschinengewehrs mussten die Abstände noch weiter ausgedehnt und den Schützen die Möglichkeit gewährt werden, die Deckung des Geländes für seine Bewegung auszunutzen. Damit war eine feste Formation nicht mehr einzuhalten. Trotzdem werden auch heute noch Gefechtsformationen verwendet, jedoch ist die Position des Einzelschützen und Teileinheiten nur sehr vage festgelegt. Man unterscheidet gemeinhin zwischen tiefen Formationen, bei denen die Schützen hintereinander marschieren und breiten Formationen, bei denen sie nebeneinander marschieren, sowie verschiedene Mischformen. Tiefe Formationen bieten dabei besser Führungsmöglichkeiten und erleichtern das Vorwärtskommen, weil günstige Wege ausgenutzt werden können. Dafür ist eine tiefe Formation sehr empfindlich gegen frontales Feuer, weil sich alle Schützen auf einem schmalen Streifen im gefährdeten Bereich der feindlichen Waffenwirkung befinden, das heißt eine MG-Garbe kann alle treffen/niederhalten. Breite Formationen hingegen sind sehr schwer zu kontrollieren, verhindern aber auch, dass der Gegner seine Waffen auf einen schmalen Bereich konzentrieren kann.